# Zeno Einhorn
Zeno Einhorn (* 1899 in Kimpolung, Bukowina, Österreich-Ungarn; † 1941 in England) war ein deutscher Schriftsteller und Arzt.

## Leben
Aufgewachsen in der Bukowina (Kimpolung und Czernowitz) floh Zeno Einhorn zu Beginn des Ersten Weltkriegs nach Wien. Nach dem Krieg studierte er in Wien Medizin und arbeitete in der Folgezeit dort als Arzt. 1938 floh er mit seiner Familie über Frankreich nach England, wo er im Alter von 42 Jahren starb.

## Literarisches Schaffen
Zeno Einhorn gehörte zu dem Kreis deutsch-jüdischer Dichter der Bukowina, die von Alfred Margul-Sperber gefördert wurden, der auch die Veröffentlichung von Einhorns Novelle Frühling in der jüdischen Gasse bewirkte. Gedichte von Einhorn erschienen erst posthum, etwa in der von Alfred Margul-Sperber zusammengestellten Anthologie „Die Buche“.

## Werke
- Frühling in der jüdischen Gasse. Jüdischer Almanach in der Wochenzeitung Selbstwehr, 1937/1938.
- Gedichte in: George Guțu, Peter Motzan, Stefan Sienerth (Hrsg.): Die Buche. Eine Anthologie deutschsprachiger Judendichtung aus der Bukowina. Zusammengestellt von Alfred Margul-Sperber. IKGS Verlag, München 2009, S. 73–80.